# Amanda Nildén
Elsa Amanda Nildén (ur. 7 sierpnia 1998 w Sztokholmie) – szwedzka piłkarka, grająca na pozycji obrońcy lub pomocnika w angielskim klubie Tottenham Hotspur oraz w reprezentacji Szwecji.

## Kariera piłkarska

### Kariera klubowa
Wychowanka klubu IF Brommapojkarna, w barwach którego w 2014 roku rozpoczęła karierę piłkarską. Opuściła cały sezon 2015 z powodu kontuzji więzadła krzyżowego przedniego. Podpisała kontrakt z AIK w lutym 2017, naśladując swojego ojca Davida i dziadka Jima, którzy obaj grali w klubie ze Sztokholmu. Następnie przeniosła się do Anglii w 2018 roku, gdzie została zawodniczką klubu Brighton & Hove Albion. Na sezon 2020/21 wróciła do Szwecji, grając w Eskilstuna United. 2 sierpnia 2021 roku podpisała kontrakt z Juventusem. 18 stycznia 2024 została wypożyczona do końca sezonu do angielskiego Tottenham Hotspur. Po zakończeniu wypożyczenia Tottenham podpisał z nią trzyletni kontrakt.

### Kariera reprezentacyjna
23 lutego 2021 debiutowała w narodowej reprezentacji Szwecji w meczu przeciwko Malty. Wcześniej była powoływana do młodzieżowych reprezentacji U-17 i U-19 i U-23.

## Sukcesy i odznaczenia

### Sukcesy piłkarskie
Szwecja
- zdobywca Pucharu Algarve: 2022

Brighton & Hove Albion
- wicemistrz Anglii: 2017/18

Eskilstuna United
- finalista Pucharu Szwecji: 2020/21

Juventus
- mistrz Włoch: 2021/22
- wicemistrz Włoch: 2022/23
- zdobywca Pucharu Włoch: 2021/22, 2022/23
- zdobywca Superpucharu Włoch: 2021, 2023
- finalista Superpucharu Włoch: 2022

Tottenham Hotspur
- finalista Pucharu Anglii: 2023/24